# L'enigma di Atlantide
L'enigma di Atlantide (in francese L'Énigme de l'Atlantide) è il quarto racconto e settimo album della serie a fumetti dedicata a Blake e Mortimer, scritto e disegnato da Edgar P. Jacobs . 
È stato pubblicato in tavole settimanali su Le Journal de Tintin dal 19 ottobre 1955 al 19 dicembre 1956. Venne quindi pubblicato come album nell'aprile 1957 con le Éditions du Lombard, quindi ristampato nell'ottobre 1988 con le Editions Blake et Mortimer. La storia è stata tradotta in più di una mezza dozzina di lingue ed è stata adattata a cartone animato . 
Edgar P. Jacobs rivisita il mito di Atlantide con elementi di fantascienza, allora molto popolari nella società degli anni '50, molto appassionata di UFO.

## Trama
Il professor Philip Mortimer approfitta della sua vacanza a São Miguel, un'isola delle Azzorre, per occuparsi di speleologia . Mentre esplora una grotta chiamata dagli indigeni " O foro del Diablo ", trova una roccia radioattiva che non può fare a meno di collegare all'oricalco menzionato da Platone, il misterioso metallo di Atlantide, questa leggendaria civiltà che scomparve inghiottita dalle onde. Invita il capitano Francis Blake ad approfondire con lui l'esplorazione di questa grotta. Ma i due amici scoprono rapidamente che non sono i soli interessati a questa faccenda. Infatti, una potenza straniera, dopo aver intercettato la lettera di Mortimer indirizzata a Blake, si interessa a questa potenziale fonte di energia nucleare e assume Olrik per recuperare la roccia. Quest'ultimo si traveste da nativo del paese e riesce ad accompagnare Blake e Mortimer nella loro esplorazione. Sebbene Olrik non riesca a recuperare l'Oricalco, condanna Blake e Mortimer a rimanere prigionieri nella grotta. Spinti da vapori solforosi, i due amici non hanno altra scelta che proseguire nel tunnel sperando di trovare un'altra uscita. Dopo essere sfuggiti alla morte diverse volte, scoprono una miniera di oricalco prima di svenire a causa delle radiazioni. 
Al loro risveglio, non solo sono perfettamente guariti, ma non sono neanche più nella grotta, infatti si trovano in un mondo fantastico e futuristico. Vengono portati davanti al capo del luogo di nome Basileus . Questo li condanna a rimanere fino alla fine dei loro giorni nel loro mondo. Blake e Mortimer sono messi sotto la protezione di un certo Principe Icaro che spiega loro la situazione: si trovano ad Atlantide. 12 000 anni prima, Atlantide dominava il mondo da un'isola nel mezzo dell'Atlantico . Ma la collisione tra la Terra e un enorme corpo celeste causò l'immersione delle coste continentali e dell'isola. I pochi sopravvissuti alla civiltà di Atlantide decisero quindi di costruire una nuova e segreta Atlantide nelle viscere della Terra. Da allora, gli Atlantidi, molto più avanzati degli abitanti della superficie grazie all'immensa fonte di energia ricavata dall'oricalco, hanno monitorato la superficie terrestre grazie a ciò che gli umani chiamano dischi volanti . 
Mentre Blake e Mortimer iniziano la loro nuova vita a Poseidopolis, capitale di Atlantide, sono vittima di numerose aggressioni. Icaro suppone che Atlantide sia minacciata da un grave pericolo. Per confermare i suoi sospetti, si reca in segreto, accompagnato dai due terrestri, alla Grande Porta che separa Atlantide dal regno dei barbari. Questi ultimi sono i discendenti di popoli selvaggi che vivevano su Atlantide e che gli Atlantidi avevano accolto nel loro regno sotterraneo, ora respinti fuori dalla Grande Porta a seguito di numerose rivolte. 
I sospetti dei tre uomini sono ben basati, perché Magon, il Phulacontarca (capitano delle guardie), è a capo di una cospirazione che, con l'aiuto dei barbari, intende rovesciare Basileus e invadere la superficie terrestre. Avendo sentito parlare della partenza di Icaro e temendo la scoperta dei suoi progetti, Magon cerca di annullare la spedizione, ma Blake, Mortimer e Icaro fuggono. Arrivano finalmente al Sacro Gong, una torre che precede la Grande Porta e che un tempo serviva ad avvisare Poseidopoli di un attacco barbaro. È allora che Magon e una scorta di cospiratori passano di qui per andare da Tlalak, il re dei barbari. Quest'ultimo è affiancato da Olrik, che, caduto nella caverna, si è trovato alla corte di questo re, dopo aver considerato che questo luogo dava l'opportunità di vendicarsi degli uomini. Ma mentre Magon e Tlalak discutono i termini della loro alleanza, compaiono Blake, Mortimer e Icarus, travestiti da guardiani di Magon al Sacro Gong. I tre amici scappano e decidono di separarsi: Blake cercherà di avvisare Poseidopoli per via diretta mentre Mortimer e Icaro tenteranno di attirare i loro inseguitori in un'altra direzione. Arrivato nel Mare Interno, Blake ruba una barca per raggiungere la capitale, ma, vittima di un tifone, viene riportato al punto di partenza dove viene catturato dai cospiratori. Nel frattempo, Mortimer e Icaro si nascondono durante la cerimonia di partenza dei barbari con l'aiuto di Kisin, un barbaro impegnato nella loro causa che vuole vendicare la morte di suo fratello per mano di Olrik. Raggiungono il Sacro Gong dove trovano Blake tenuto prigioniero. 
I tre amici volano a Poseidopoli, ma l'attacco alla capitale è già stato lanciato. Quando raggiungono la capitale, la città è già per metà invasa dai barbari grazie al sabotaggio delle armi degli Atlantidi da parte dei cospiratori. Al palazzo, Magon svela finalmente il suo colpo di stato a Basileus mentre il re Tlalak e Olrik, seguiti da un'orda di barbari, entrano nella sala di comando. Tutto sembra perduto per Basileus, quando compaiono Blake, Mortimer e Icaro, riusciti a raggiungere il palazzo grazie a un passaggio segreto. Ma mentre cerca di uccidere i nostri eroi, Olrik innesca accidentalmente l'apertura delle porte che contenevano l'oceano: Atlantide è perduta. Basileus decide di iniziare la grande evacuazione prevista da molto tempo: la partenza degli Atlantidi per un altro pianeta grazie a una flotta di astronavi . E mentre gli Atlantidi si preparano al decollo, i barbari, Magon e Olrik affrontano le acque in aumento, invece Blake e Mortimer vengono liberati ed evacuati grazie a un sottomarino controllato a distanza da Icaro. Di nuovo sulla terra ferma, nella caldera di Sete Cidades, assistono alla maestosa partenza delle navi atlantidee. 

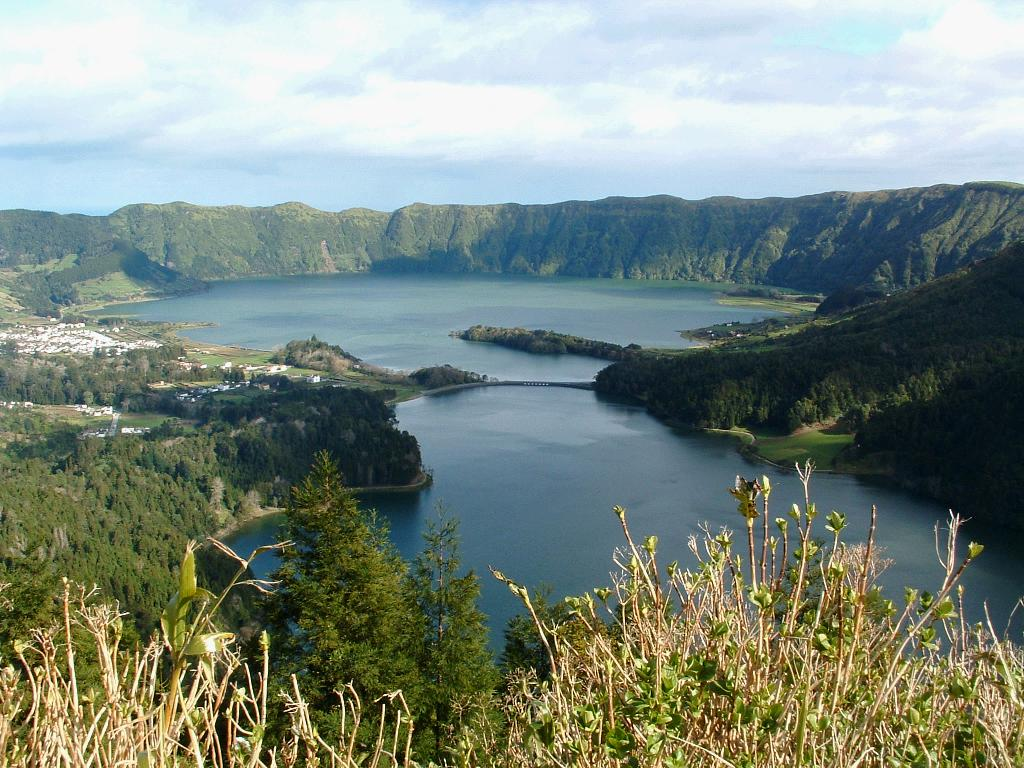
Caldeira de Sete Cidades, sull'isola di São Miguel, dove Jacobs inserisce l'ingresso per Atlantide.

## Analisi
Il design dei dischi volanti deriva dall'immaginazione americana, influenzata da due grandi film di fantascienza degli anni '50: Ultimatum alla Terra di Robert Wise (1951) e La guerra dei mondi di Byron Haskin (1953). 